# Pavla Paloušová
Pavla Paloušová (*4. října 1958 Praha), dcera Dany a Jiřího Němce, patří k českým signatářům Charty 77 a disidentům. Provdala se za Martina Palouše. Její rodina patřila v osmdesátých letech 20. století k předním centrům opozičního života. Angažovala se také během sametové revoluce.

## Životopis
Pavla Paloušová se narodila do katolické rodiny Daně a Jiřímu Němcovi jako třetí dítě. Pochází ze sedmi sourozenců. Podle vlastních slov prožila se svými rodiči a sourozenci spokojené dětství. Oba rodiče patřili mezi první signatáře Charty 77.
Záhy po invazi vojsk Varšavské smlouvy do Československa odjela celá rodina do Rakouska. Ještě koncem téhož roku se vrátila do Prahy. Pavla v roce 1974 začala studovat gymnázium. V roce 1978 odmaturovala a také podepsala Chartu 77. Přihlásila se ke studiu na Filozofickou fakultu Univerzity Karlovy, ale nebyla přijata. Politický režim jí další studia nepovolil. Pracovala jako uklízečka, často měnila zaměstnání. V roce 1981 se provdala za Martina Palouše. Rodina Paloušových se stala jedním z center opozičního života pod názvem „Centrum Kampademie“. Navazovali na tradici bytových seminářů. V roce 1986 se manžel stal mluvčím Charty 77. Rodina byla neustále sledována Státní bezpečností. Během své práce v disentu zažila řadu výslechů, při kterých odmítala vypovídat.
V roce 1987 si osvojili malého chlapce Michala z dětského domova. Na podzim roku 1989 adoptovali dívku Johanu. Během sametové revoluce se se dvěma dětmi zapojila do aktuálního dění i demonstrací. V roce 1993 odjela rodina do Spojených států amerických, kde manžel Martin Palouš působil jako hostující profesor na Severozápadní univerzitě (1993–1994), poté na Washingtonově univerzitě v Seattlu a během roku 2008 na Michiganské univerzitě.  Znovu se rodina vrátila do USA v roce 2001, kdy se stal manžel velvyslancem České republiky (2001–2004). 
V roce 2024 žila Pavla Paloušová v Praze.